# كريس أوغرادي
كريس أوغرادي (بالإنجليزية: Chris O'Grady)‏ هو لاعب كرة قدم بريطاني في مركز الهجوم، ولد في 25 يناير 1986 في نوتنغهام في المملكة المتحدة. لعب مع أولدهام أثلتيك وبرادفورد سيتي وبرايتون أند هوف ألبيون وروشدين ودايموندز وستوكبورت كونتي وشيفيلد وينزداي وشيفيلد يونايتد وليستر سيتي ونادي بارنسلي ونادي بوري ونادي روتشديل ونادي روذرهام يونايتد ونوتس كاونتي ونوتينغهام فورست.

## وصلات خارجية
- كريس أوغرادي على موقع قاعدة بيانات كرة القدم.إي يو (الإنجليزية)
- كريس أوغرادي على موقع Soccerbase.com (لاعب) (الإنجليزية)
- كريس أوغرادي على موقع Soccerway.com (الإنجليزية)